# Jan Olech
Jan Olech (ur. 13 sierpnia 1951 w Starym Czarnowie) – polski polityk i przedsiębiorca rolny, senator VII kadencji.

## Życiorys
W 1970 ukończył Zespół Szkół Budowlanych w Szczecinie. Od lat 70. prowadzi indywidualne gospodarstwo rolne, obecnie liczące ponad 600 ha. Był współtwórcą i pierwszym prezesem Szczecińskiej Izby Rolniczej. Pełnił funkcję radnego gminy Stare Czarnowo (1982–1985), a w latach 2006–2007 radnego sejmiku zachodniopomorskiego.
W wyborach parlamentarnych w 2007 z ramienia Platformy Obywatelskiej został wybrany na senatora VII kadencji w okręgu szczecińskim, otrzymując 162 875 głosów. 19 sierpnia 2011 zarząd krajowy PO wykluczył go z partii po tym, jak w wyniku nieumieszczenia go w gronie kandydatów PO do Senatu w wyborach w 2011 Jan Olech założył komitet wyborczy „Polska Obywatelska”. Z jego ramienia bez powodzenia ubiegał się o reelekcję.